# الساندرو لوپی
الساندرو لوپی (انگلیسی: Alessandro Lupi؛ زادهٔ ۲۸ ژوئیهٔ ۱۹۷۰) بازیکن فوتبال است.